# 顛覆
顛覆（英語：subversion）指試圖改變現有社會秩序、權力、權威與等級制度之結構的嘗試，通常包含與社會價值與理論相抵觸或顛倒的過程。

## 定義
英文當中的則源自拉丁語的，意即「推翻」（overthrow）。較爲準確的説法是，顛覆可以被形容爲對公共道德的挑戰。有學者認爲，對顛覆的抵抗意識來自政治、社會與階級忠誠度的結合，且時常與國家象徵密不可分。假如一個國家遭遇滲透和政治與社會制度之不可避免的瓦解，此類忠誠度則有可能會被分離、轉而投向帶來新秩序一方的政治與意識形態目標 。在某些時候，顛覆被用作達成政治目標的工具，且與直接交戰相比有著風險、耗費較小而難度較低的優勢。此外，顛覆也是一種不需要大量訓練的低成本戰爭。

### 相關
由“顛覆”派生而來的的另一個概念是顛覆分子（英語：subversive），意即擁有一定顛覆可能的人或相關事物。掌握權力的政府或支持該政府的一方有時則會將顛覆分子稱作叛徒。